# وولیانجی یبین
وولیانجی یبین (انگلیسی: Wuliangye Yibin) شرکت صنایع غذایی چینی است، که در سال ۱۹۹۸ تأسیس شد.